# 皮尔明·楚尔布里根
皮尔明·楚尔布里根（德語：Pirmin Zurbriggen，1963年2月4日—），瑞士男子高山滑雪运动员。他曾代表瑞士参加1984年和1988年冬季奥林匹克运动会高山滑雪比赛，获得一枚金牌和一枚铜牌。